# 画鋲 (バンド)
画鋲（がびょう）は、日本のショートコア・パンクバンド。グループ魂のドラマー「石鹸」こと三宅弘城、グループ魂のギタリストである「暴動」こと宮藤官九郎、 LTD EXHAUST、199X=3のベーシストであるよーかいくんの3人からなる。

## 来歴
2018年4月16日、恵比寿LIQUIDROOMでの「三宅ロックフェスティバルvol.2」にて11曲を演奏。このイベントは2018年1月に三宅の50歳を祝って新宿ロフトで行われたイベントの第2弾であった。
その後、2018年9月にTSUTAYA O-EAST、島根県松江市古墳の丘古曾志公園で行われたシネマジェットフェスなどで演奏。
2019年に入ると、亜無亜危異の東北ツアーのゲスト、怒髪天の『大怒髪展』への参加、7月には新潟県苗場スキー場での「FUJI ROCK FESTIVAL '19」に出演。同月に公式サイト、公式ツイッター、公式インスタグラムを開設。10月9日にはデビューアルバムとラストアルバムの2枚を同時発売。THE STALIN、外道、亜無亜危異などのカバーや替え歌が収録された。10月18日にdues新宿にて発売記念のワンマンライブを行った。
2023年9月3日にはCLUB Queで「これはこれで三宅ロックフェスだからvol.5」に出演。

## ディスコグラフィ
- 『画鋲ファースト』 （押しピンレコード/OSP-1）

1. 画鋲
2. こうねんき
3. けんたいき
4. だんせいき
5. てきれいき
6. ガスタンク
7. びーとるず
8. 解剖室
9. えんけん
10. くさるな
11. とんでもねえ
12. YouTubeにあげたらコロス!
13. 画鋲ビート
14. SNS
15. どですかでん
16. ワン&オンリー

- 『画鋲ラスト』 （押しピンレコード/OSP-2)

1. ペヤング
2. おばさん
3. モーターヘッド
4. パンクたるもの
5. ししゅんき
6. チョコレート
7. どないしよ
8. すんまへん
9. 全裸万象
10. ちんこいらなくね?
11. うんこもれそう
12. めいだいまえ
13. ちゃうんけ
14. 赤いチャーハン
15. ええやんけ
16. 画鋲ファースト
17. ノット・サティスファイド(Bonus Track)